# 烏馬拉里·庫瓦托夫
烏馬拉里·伊扎托維奇·庫瓦托夫（1968年11月21日—2015年3月6日）是塔吉克商人和政治家。他是反對派Group 24的領導人。他於2015年3月5日在土耳其伊斯坦布爾被槍殺。

## 私生活
烏馬拉里·伊扎托維奇·庫瓦托夫於1968年11月21日出生於杜尚別市。他結了婚並有了孩子。

## 外部連結
- Umarali Quvvatov （页面存档备份，存于） (an image from Facebook)
- Kuvatov's wife and children （页面存档备份，存于） // Махасти Дустмурод. Супруга Умарали Кувватова: «Вся наша семья под угрозой» （页面存档备份，存于） Asia-Plus 26/12/2014 14:20